# Entstehungsgeschichte des Nationalparks Hunsrück-Hochwald
Dieser Artikel beschreibt die Entstehungsgeschichte des Nationalparks Hunsrück-Hochwald. Der Nationalpark Hunsrück-Hochwald ist ein vom Land Rheinland-Pfalz ausgehend geplanter Nationalpark im Südwesten Deutschlands. Er war geplant als erster Nationalpark in den Ländern Rheinland-Pfalz und Saarland. Alternativ waren auch die Bezeichnungen Nationalpark Hunsrück, Nationalpark Hochwald oder Nationalpark Idarwald vorgeschlagen.

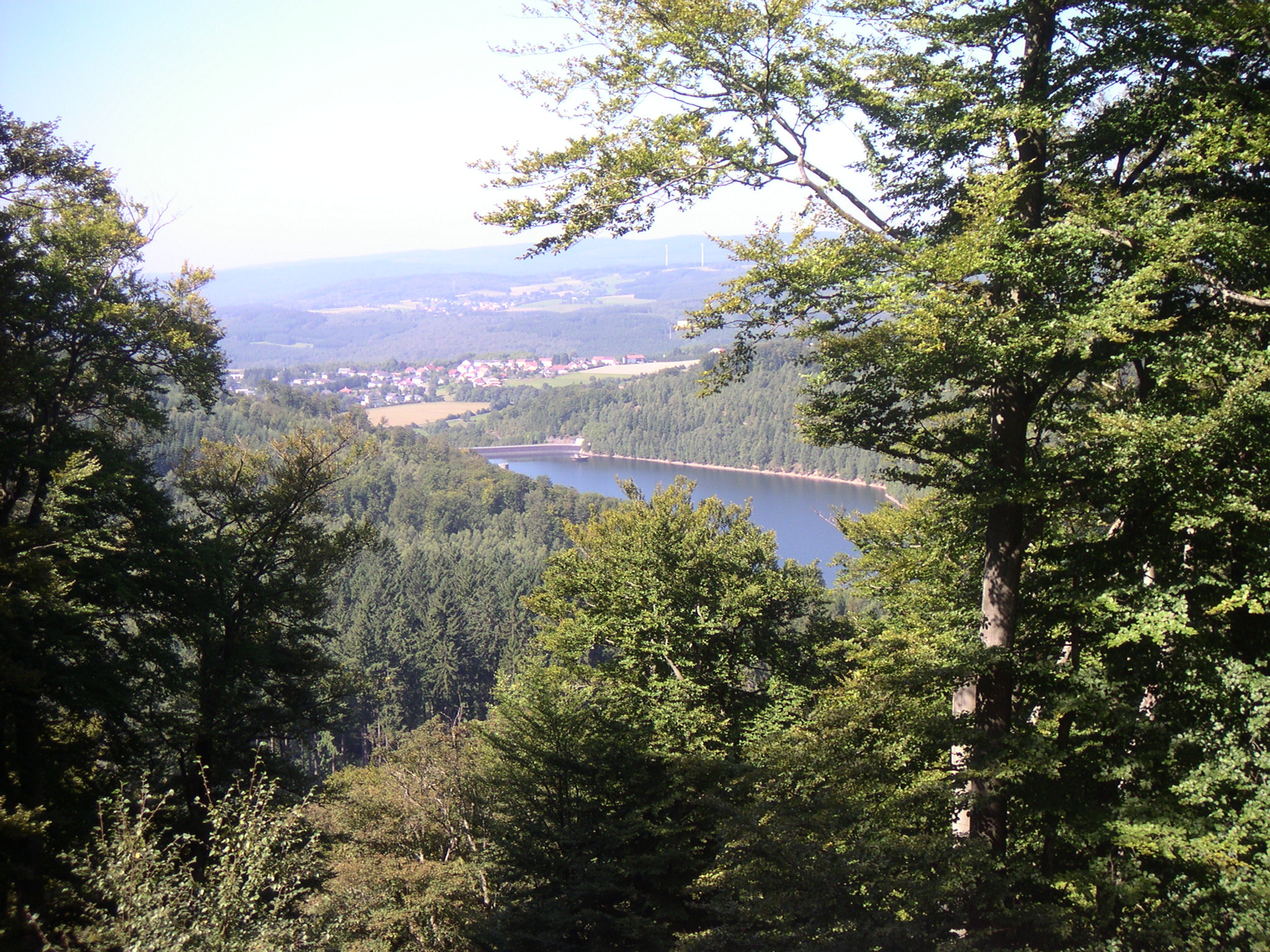
Blick auf die Primstalsperre

## Fachlicher und politischer Hintergrund

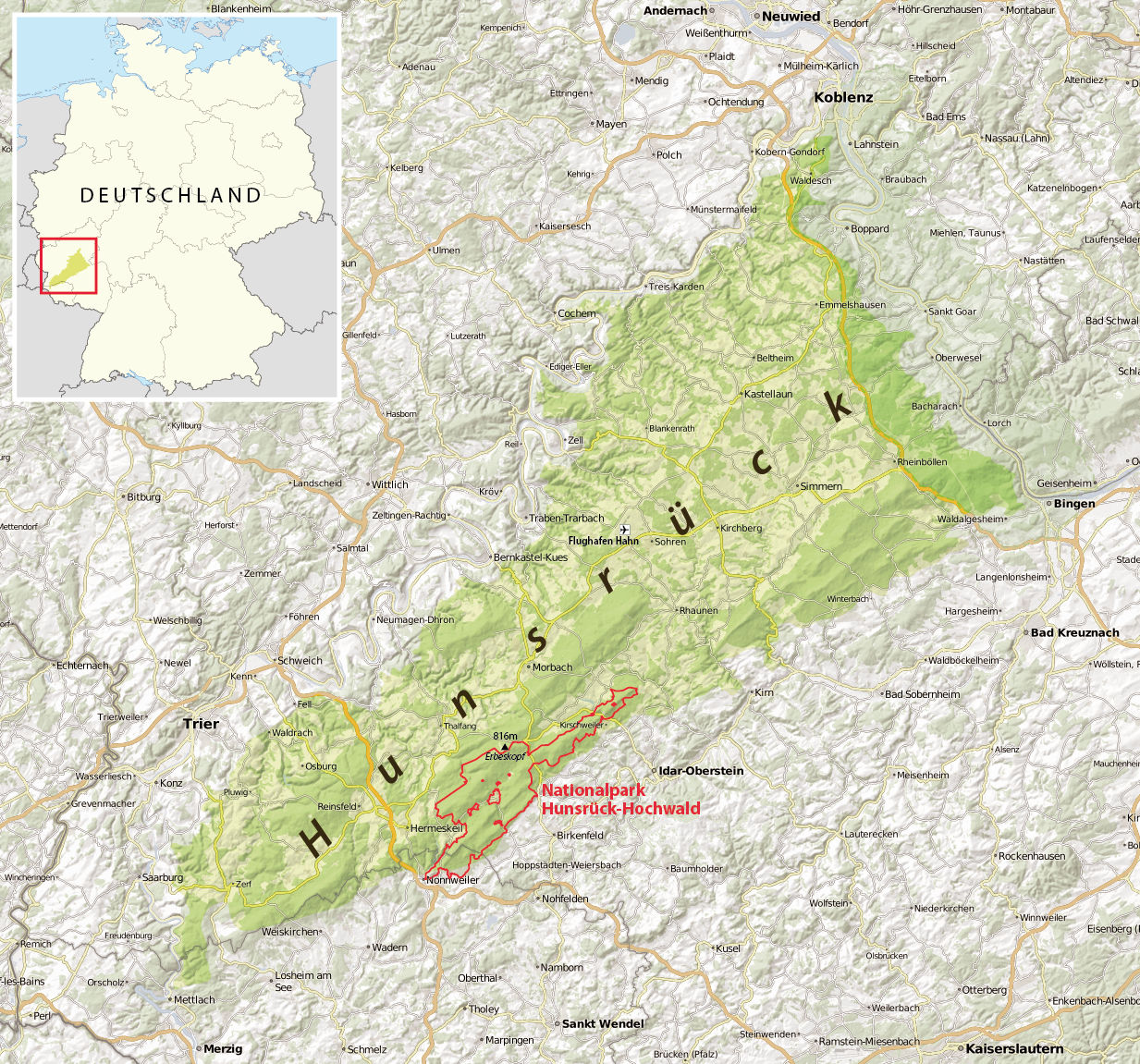
Lage des Mittelgebirges Hunsrück mit der Fläche des Nationalpark Hunsrück-Hochwald

Von 1970 bis 2014 wurden 15 Nationalparks in Deutschland eingerichtet. In Rheinland-Pfalz gab es als letztem deutschen Flächenstaat neben dem Saarland bislang noch keinen eigenen Nationalpark, obwohl es prozentual die größte Walddichte aller Bundesländer besitzt. Die seit 2011 regierende rot-grüne Koalition im Mainzer Landtag war nicht zuletzt auf Bestreben der Grünen laut Koalitionsvertrag auf der Suche nach einem geeigneten Gebiet für die Realisierung eines Nationalparks im Land.

## Fünf Regionen in Prüfung und Auswahlverfahren
Im Gespräch waren zunächst 2011 ergebnisoffen alternativ fünf Suchregionen im Bereich Saargau und Hochwald, der Schwarzwälder Hochwald an der Landesgrenze zum Saarland zusammen mit dem Idarwald, der Soonwald, Gebiete im Pfälzer Wald und bei Baumholder. Bei der Vorauswahl spielte eine Rolle, dass mit einem hohen Anteil an Staatswald Konflikte mit privaten Waldbesitzern weitgehend vermieden werden sollten.
Da an den ersten drei möglichen Standorten die jeweils betroffenen Gebietskörperschaften kein Interesse an einer Realisierung eines Nationalparks zeigten und der Truppenübungsplatz Baumholder weiterhin militärisch genutzt wird, fiel die Wahl auf den Idarwald-Hochwald. Zudem befinden sich die überwiegenden Flächen hier in öffentlicher Hand und Anliegerkommunen wie beispielsweise Morbach haben Zustimmung signalisiert, da sie sich hiervon positive Entwicklungen im Tourismus erhoffen. Ab Mai 2012 begann die Dialogphase mit der Hunsrückregion.
Am 12. Juni 2013 wurde von der rheinland-pfälzischen Umweltministerin Ulrike Höfken in Züsch die Gebietskulisse eines Nationalparks im Hunsrück der Öffentlichkeit und Presse vorgestellt.
Im Juli 2013 sprach sich auch die Umweltministerin des Saarlandes Anke Rehlinger für einen Nationalpark Hochwald-Idarwald im Hunsrück aus.

## Lage der ausgewählten Region
Den konkreten Planungen zufolge sollte der zukünftige Nationalpark in Rheinland-Pfalz eine Fläche von 9200 ha umfassen und gegebenenfalls auch ein 920 ha großes Gebiet im Norden des Saarlandes mit einbeziehen. Er läge integriert in den heutigen Naturpark Saar-Hunsrück und würde überwiegend Flächen betreffen, die sich in öffentlicher Hand befinden und derzeit noch als Staatsforst wirtschaftlich genutzt werden.
Bei der maximal geplanten Größe sollte sich zwischen Mörschied (Verbandsgemeinde Herrstein-Rhaunen) im Nordosten bis nach Nonnweiler nahe der Bundesautobahn 1 im saarländischen Landkreis St. Wendel im Südwesten erstrecken. Ebenso wären Gebiete der Verbandsgemeinden Thalfang (Landkreis Bernkastel-Wittlich) und Hermeskeil (Landkreis Trier-Saarburg) mit einbezogen. Ausgenommen wären, neben dem Ort Börfink und dem zu Neuhütten gehörende Ortsteil Muhl, unter anderem die Weiler bzw. Ortslagen Hujetsägemühle, Thranenweier und Hüttgeswasen.
Bei einer Gesamtfläche von etwa 10.120 ha (= 101,2 km²) wird das Gros mit etwa 92 km² in Rheinland-Pfalz liegen und weitere 9,2 km² entfielen auf einen kleinen Teilbereich des Schwarzwälder Hochwalds im Saarland. Der Nationalpark war damit der erste in den beiden südwestlichen deutschen Bundesländern Rheinland-Pfalz und Saarland.

### Topographie und Geologie

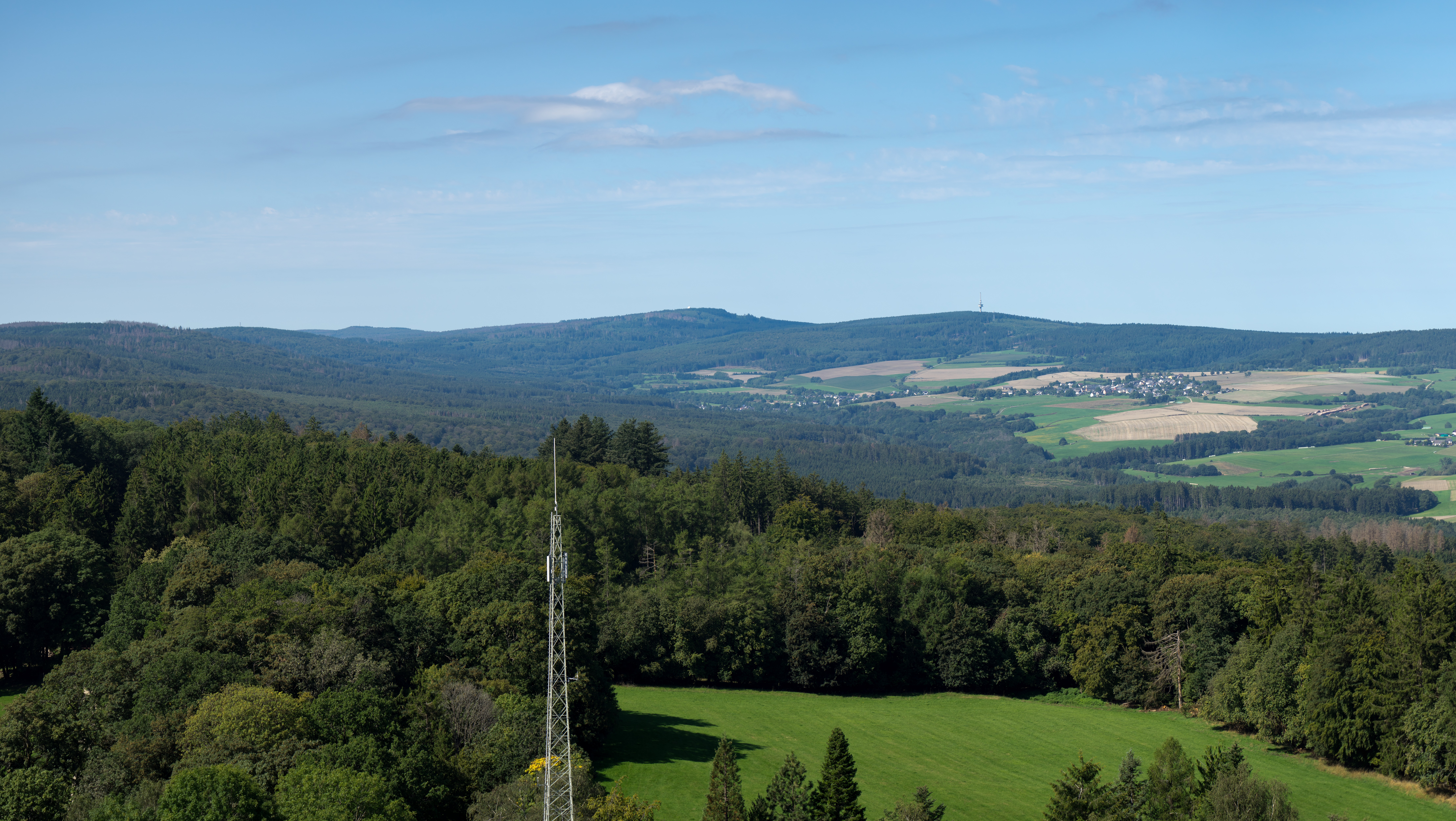
Erbeskopf von Nordosten (Burg Wildenburg)

Der geplante Nationalpark würde im Falle der Umsetzung der Planungen Teile des Idarwalds und des Schwarzwälder Hochwaldes umfasst haben; bedeutende Berge und Erhebungen sind hier unter anderem der Erbeskopf, der Wildenburger Kopf mit der Burg Wildenburg, sowie die Berge Ruppelstein, Sandkopf, Friedrichskopf, Ringkopf (mit einer keltischen Ringburg), Pfannenfelskopf oder die Blockschutthalde Mörschieder Burr.
Bachläufe sind beispielsweise der das Gebiet im Nordosten durchfließende Idarbach, der Oberlauf des Traunbachs, oder der Hohltriefbach als Zufluss der Kleinen Dhron.

### Naturschutz und Biodiversität

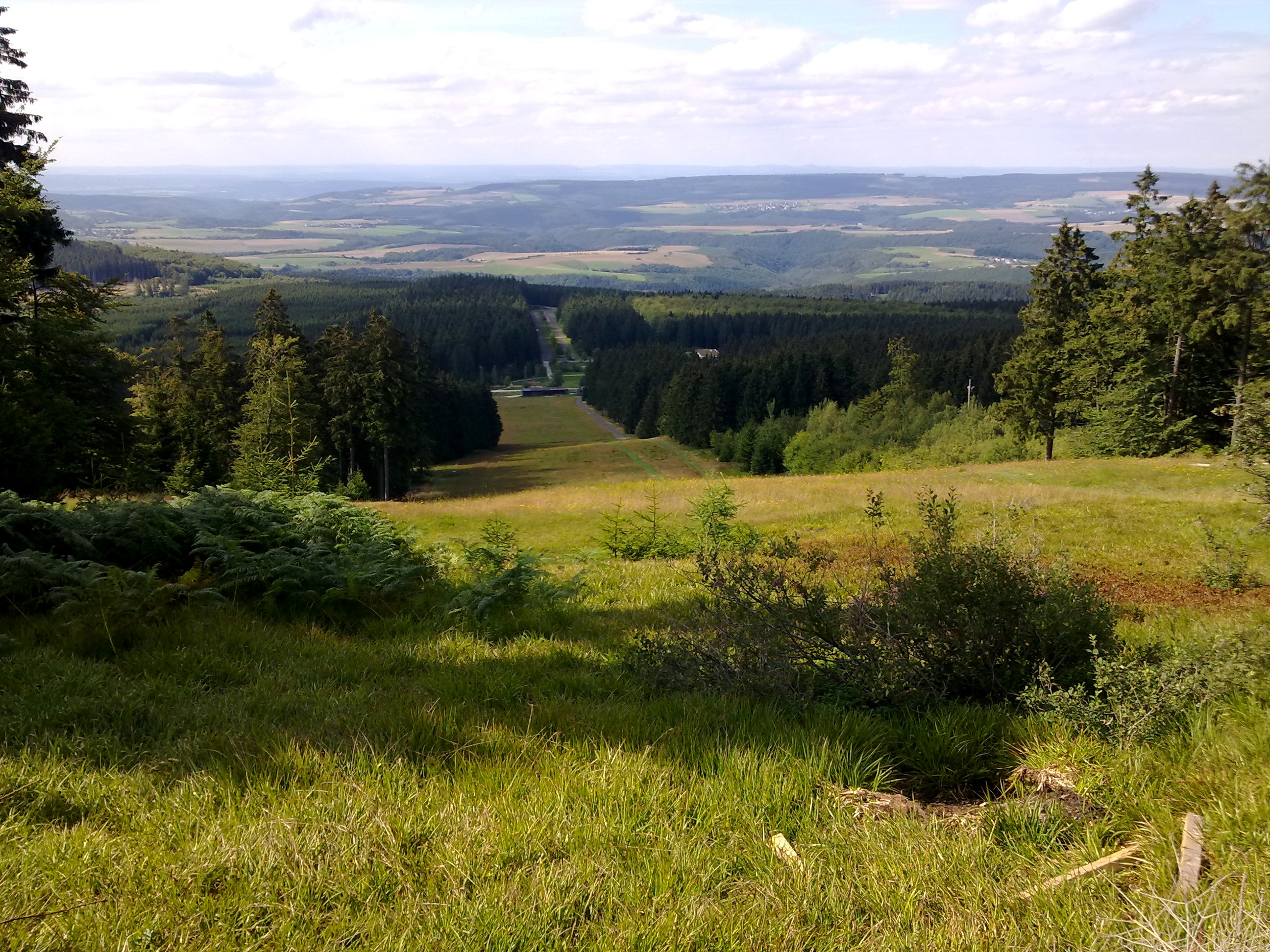
Blick vom Erbeskopf

Hoch- und Idarwald zählen im Bundesprogramm Biologische Vielfalt zu den Hotspots der biologischen Vielfalt in Deutschland. Die Biodiversitätsstrategie sieht vor, auf den Waldflächen im öffentlichen Eigentum zehn Prozent natürliche Waldentwicklung zuzulassen. Rheinland-Pfalz komme dieser Aufgabe mit Flächen des Staatswaldes nach.
Flora
26 verschiedene Torfmoosarten wachsen bereits heute im künftigen Nationalparkgebiet, der Sonnentau kann nach Wiedervernässung und Renaturierung nachgewiesen werden.
Im Projektgebiet liegen
- Magerrasen und Naßwiesen im Naturschutzgebiet Königsbachtal (Oberlauf des Allbachs)
- Naturschutzgebiet Wildenburg
- Muhlerweiher
- Moorbirkenbruch Ochsenbruch bei Börfink[2]
- Liste der Naturdenkmale in Abentheuer
- Liste der Naturdenkmale in Allenbach
- Liste der Naturdenkmale in Brücken (bei Birkenfeld)
- Liste der Naturdenkmale in Kempfeld
- Liste der Naturdenkmale in Rinzenberg
- Weitere Quellen[13]

Fauna
Im Hunsrück leben etwa 500 bis 1000 von bundesweit ca. 5000 bis 7000 Wildkatzen (Felis silvestris silvestris), einer Verantwortungsart für die biologische Vielfalt.
Auch ist der geplante Nationalpark mittlerweile wieder Brutgebiet der heute hier wieder vorkommenden Schwarzstörche (Ciconia nigra).

## Wissenschaftliche Begleitung der Entstehung
Mit dem Umwelt-Campus Birkenfeld der Hochschule Trier begann die Zusammenarbeit. Im April 2013 wurde in einem Workshop zum nachhaltigen regionalen Handeln im Nationalpark die vorläufige Gebietskulisse mit Außengrenzen und Zielsetzung des Nationalparks vorgestellt, Umweltministerin Höfken, der Birkenfelder Landrat Schneider sowie etwa 100 regionale Entscheidungsträger waren an der Veranstaltung der Akademie Ländlicher Raum Rheinland-Pfalz mit weiterer Priorisierung für den Masterplan beteiligt.

## Tourismus und damit verbundene Erwartungen und Unterstützer

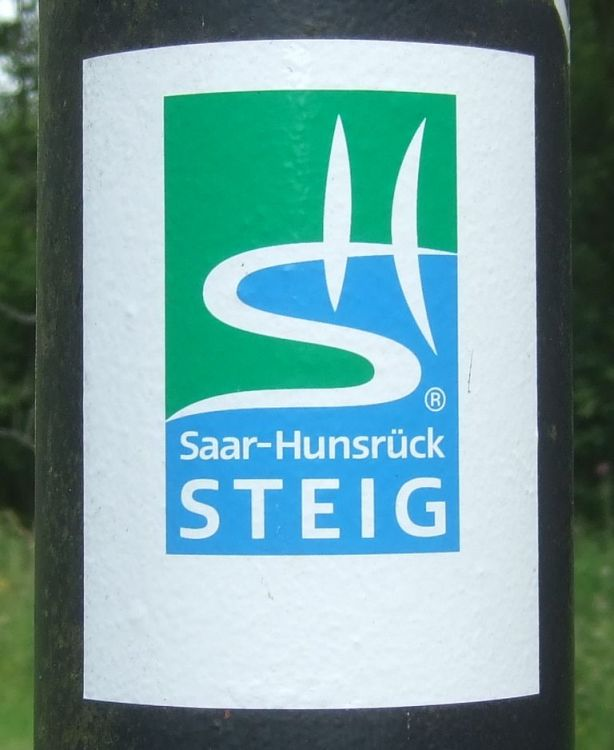

Der Saar-Hunsrück-Steig führt durch das Projektgebiet, der Hunsrück-Radweg über den Erbeskopf, der höchsten Erhebung im Hunsrück.
Aus Sicht der Saarbrücker Landesregierung passe der Nationalpark zudem zur naturnahen Erholung und zum sanften Tourismus. Anke Rehlinger liegt die Verknüpfung mit Umweltbildung und Landespflege am Herzen: Ein Einstiegstor in den Nationalpark aus dem Saarland solle daher an einem markanten Punkt sein, Rehlinger bringt dafür den Keltenpark in Otzenhausen in die Planungen ein. Im Norden des geplanten Nationalparks liegt die Burg Wildenburg, der Sitz des Hunsrückvereins. Dieser appelliert als Betreiber des Wildfreigehege und Wildkatzenzentrum Wildenburg, sich an einer Online-Petition zu beteiligen und aktiv für einen Nationalpark einzutreten, „der den internationalen Kriterien (IUCN) gerecht wird“.

## Konflikte und Diskurs
Beim Ausbau von Windkraft in Rheinland-Pfalz und im Saarland müsste im Nationalparkgebiet auf das Aufstellen von Windkraftanlagen verzichtet werden. Direkt in einem Nationalpark sei das Aufstellen von Windrädern nicht möglich, so die saarländische Umweltministerin. Für Gebiete, die nicht in öffentlicher Hand seien und künftig forstlich nicht mehr genutzt werden könnten, gebe es Gespräche für Flächentausch.
Naturschutzverbände begrüßten die Initiative zur Einrichtung des Nationalparks. Mehrere Vertreter des NABU Rheinland-Pfalz fordern dabei u. a. eine Vergabe von Sitzen an Kommunalpolitiker und Naturschutzverbände in dem geplanten Nationalpark-Beirat.
Greenpeace hatte 2012 noch für eine Kombinationslösung mit einem Korridor von Hochwald-Idarwald und einem "Wildnisgebiet Soonwald" für die Biotopvernetzung geworben. Aufgrund der historischen Zerschneidung der ökologisch wertvollen Buchenwälder durch Nadelwälder und Straßen gebe es zu wenige geeignete Flächen für ausreichend große Gebiete ohne Holznutzung. Widerstand gegen das Projekt kommt jedoch auch im Jahr 2013 weiterhin von der Holzindustrie. Ein Verein hat „das Ziel, den Nationalpark in Rheinland-Pfalz zu verhindern.“ Es wird befürchtet, der Verzicht auf jährlich rund 50 000 Festmeter Holz werde das Bundesland wirtschaftlich schwächen. In der Umgebung von Morbach gebe es mehr als 550 Arbeitsplätze in den Sägewerken. Die Menschen dürften nicht aus dem Wald ausgeschlossen werden. Eine Alternative sehen die Gegner des Nationalparks Hunsrück im Ausbau des bestehenden Naturparks. Gegner wie Befürworter argumentieren mit dem Erhalt der Biodiversität und dem Klimawandel: Der in der Forstwirtschaft geerntete Wald sei eine Kohlenstoffsenke, weil das Holz in den Produkten bleibe. Andererseits werde Brennholz nicht mehr im heutigen Umfang verbrannt und verbleibe für längere Zeit im Waldboden. Mischwald und Moore könnten zudem Kohlenstoff besser speichern als Nadelholz-Monokulturen.

## Entscheidung

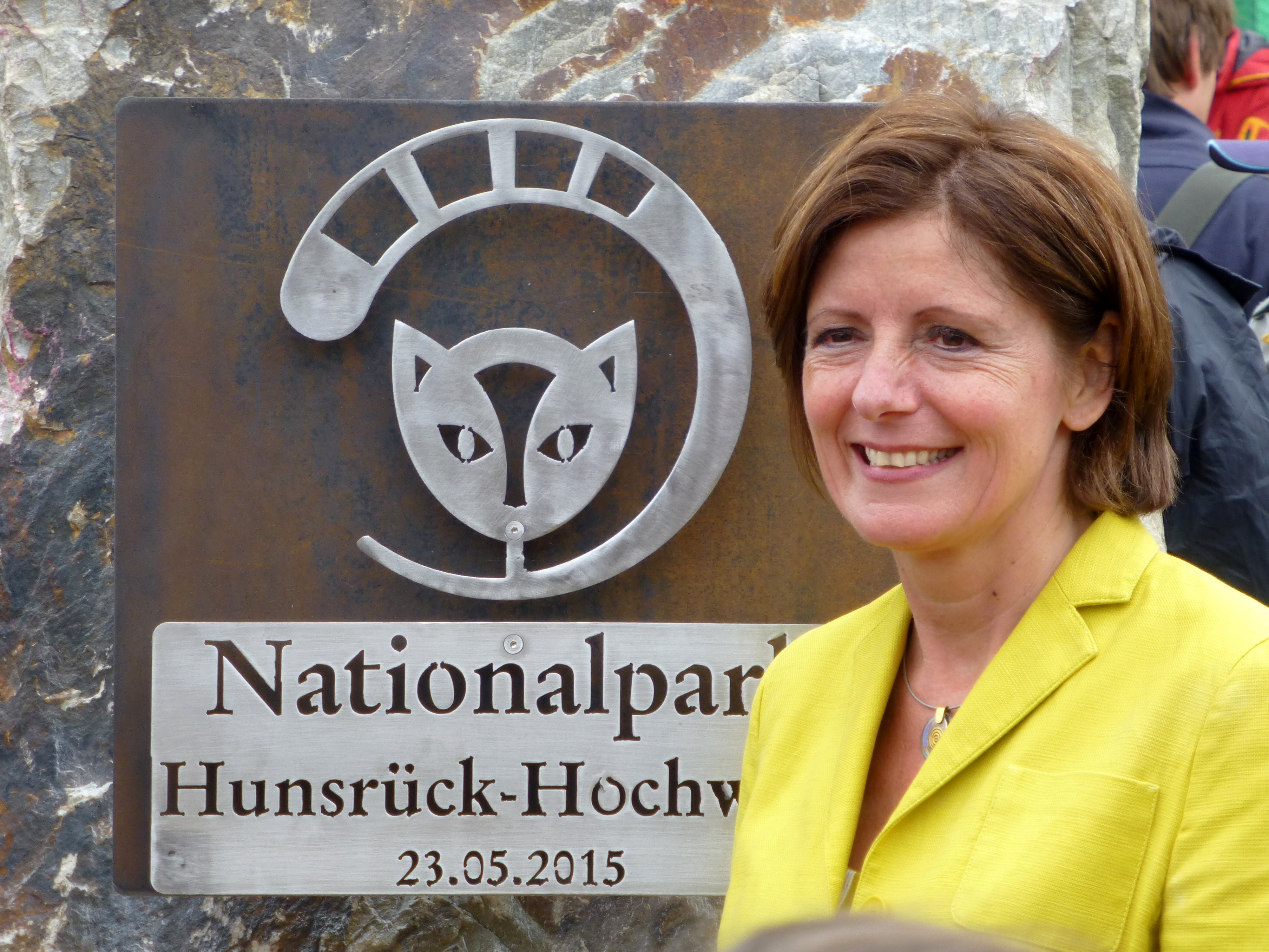
Eröffnungsveranstaltung mit Ministerpräsidentin Malu Dreyer

Im Dezember 2013 gab es eine Abstimmung der Bürger der vom Projekt Nationalpark Hunsrück-Hochwald betroffenen Gemeinden und Landkreise, die sich mit überwiegender Mehrheit für einen Nationalpark ausgesprochen haben.
Im Jahr 2014 einigten sich die beiden Landesregierungen auf den Namen und brachten Zustimmungsgesetze zu dem einvernehmlich ausgearbeiteten Staatsvertrag zwischen den Ländern Rheinland-Pfalz und Saarland über die Errichtung und Unterhaltung des Nationalparks Hunsrück-Hochwald (Nationalparkgesetz) ein.
Die Eröffnung des Nationalparks erfolgte im Mai 2015.
Die zentrale Eröffnungsveranstaltung des Nationalparks fand am Pfingstsamstag den 23. Mai 2015, am Hunsrückhaus (Erbeskopf) statt.